# Garret FitzGerald

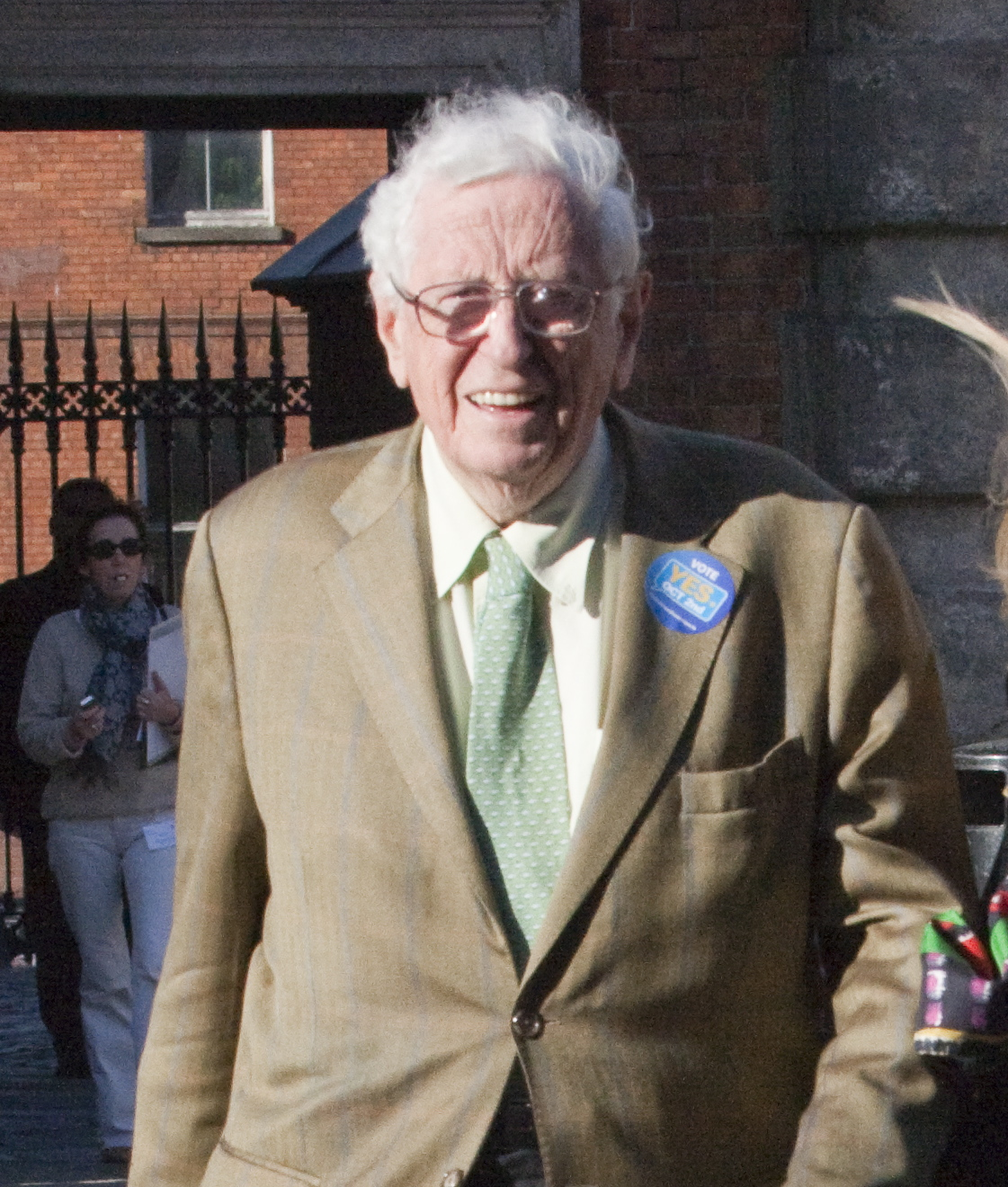
Garret FitzGerald, Dublin 2009.

Garret FitzGerald (iriska: Gearóid MacGearailt), född 9 februari 1926 i Dublin, död 19 maj 2011 i Dublin, var en irländsk politiker och statsman, kristdemokrat, Fine Gael (iriska: Irländska Släktet). Han var Irlands premiärminister (taoiseach) två gånger: juli 1981 till februari 1982 och december 1982 till mars 1987. FitzGerald blev 1965 invald i parlamentets överhus, senaten (Seanad Éireann). 1969 blev han ledamot av underhuset, representanthuset, (Dáil Éireann). Han var Irlands utrikesminister 1973 till 1977. FitzGerald var partiordförande för Fine Gael från 1977 till 1987. Ordförande för Europarådet 1973-1975. FitzGerald var ledamot av Europaparlamentet 1994-1999. Vice ordförande för den kristdemokratiska Europafederationen (EUCD) 1980 till 1985. FitzGerald har också varit verksam som universitetslärare,  journalist och ekonomisk rådgivare. 1947 gifte han sig med Joan O'Farrell (död 1993). Han var en ivrig anhängare av EU.

## Bakgrund
Garret FitzGerald föddes 1926 in i en politiskt mycket aktiv familj. Hans fader, Desmond, var vid denna tidpunkt Irlands första utrikesminister efter landets självständighet från Storbritannien 1922. Desmond FitzGerald hade varit aktiv i Sinn Féin (iriska: Oss själva) under det irländska frihetskriget, och var en av partiet Cumann na nGaedhael (iriska: Kelternas Sällskap) grundare. Cumann na nGaedhael bildades för att stödja det anglo-irländska avtalet 1921, som skapade den Irländska fristaten efter upproret mot det brittiska styret (Påskupproret) 1916 och Irländska inbördeskriget som följde 1922-23 mellan förespråkare och motståndare till avtalet. 1933 slöt Cumann na nGaedhael samman med ett par mindre mittenpartier och bildade Fine Gael. 1969 bildades ett revolutionärt socialistiskt parti som åter tog upp namnet: Sinn Féin. Detta parti brukar anses utgöra IRA:s politiska gren och ställer upp till val både i Republiken Irland och i Nordirland. IRA är efter beslut av högsta domstolen förklarad som en terroristorganisation och är olaglig i den Irländska republiken.    
Frågan om återförening och provinsen Nordirlands status har varit så central i irländsk politik att den utgjort själva vattendelare mellan landets två största partier, det nationalistiska, Fianna Fail (iriska: Ödets Soldater) och Fine Gael. Inställningen till återföreningen 1922 åtskilde de två partierna från starten: Fianna Fáil avvisade överenskommelsen och krävde hela den irländska ön för att kunna acceptera självständighet. Fine Gael godkände överenskommelse och argumenterade att det inte gick att tvinga majoriteten i Nordirland att lämna unionen med Storbritannien och ansluta sig till ett enat Irland.  
Denna konflikt märks delvis i synen på EU. Båda partierna är för medlemskap, men Fine Gael driver europafrågan med större iver. Fine Gael har sitt största stöd bland en internationellt orienterad medelklass i de större städerna, medan Fianna Fáil främst har sitt stöd bland den konservativa befolkningen på landsbygden.

## Familj
FitzGeralds moder, tidigare Mabel Washington McConnell, var en uttalad motståndare till avtalet med Storbritannien, trots att hon var född i en protestantisk familj i Nordirland och blev katolik genom sitt äktenskap. Hennes son, Garret, skulle senare i sin biografi "All In a Life" beskriva sin politiska hållning som en skapelse av ett pluralistiskt Irland runt köksbordet där hans moders protestantiska tradition från norr och hans faders katolska miljö från söder mötes på lika villkor. Fast hans fader, Desmond, var en stark anhängare av avtalet, behöll han goda relationer med motståndare och nationalister som Sean MacEntree, minister i Eamon de Valeras regering och sin svärfar Conor Cruise O'Brien. Patrick McGilligan och Ernest Blythe var exempel på andra politiskt väl kända personer som ofta besökte familjen.    
FitzGerald fick sin skolutbildning på St. Brigid's School i Bray, Wicklow County, och började sin gymnasieutbildning på en iriskspråkig internatskola, Coláiste na Rinne, i Dungarvan,  Waterford County, men avslutade sin studier på Belvedere College i Dublin. Han studerade ekonomi på University College, Dublin (fick senare namnet: The National University of Ireland, UCD), från vilken han fick en examen 1946 medan han också tog en juridisk examen vid King's Inn och blev advokat 1947. Fitzgerald återkom senare och avlade en doktorsexamen vid (UCD) 1968. Han var Rockefellerstipendiat och forskningsassistent på Trinity College, Dublin, 1958-1959, och universitetslärare, på (UDC) 1959-1973. Han skrev två böcker under denna period: State-Sponsored Bodies 1959 and Planning in Ireland 1968. Han var mycket intresserad av politiken runt spanska inbördeskriget och andra världskriget och skrev flera artiklar om dessa historiska händelser. 
FitzGerald var mycket språkbegåvad och behärskade flera språk både i tal och skrift. Förutom engelska och iriska hade han goda kunskaper i ryska, franska, spanska och tyska. Som begåvad ung student på (UCD) blev han bekant med sin framtida politiska rival, Charles Haughey, som uppvaktade en gemensam studentkamrat, Joan O'Farrell, en Liverpoolfödd dotter till en engelsk arméofficer, Richard O'Farrell, som Garret Fitzgerald gifte sig med 1947. Paret FitzGerald fick tre barn, en dotter och två söner.    

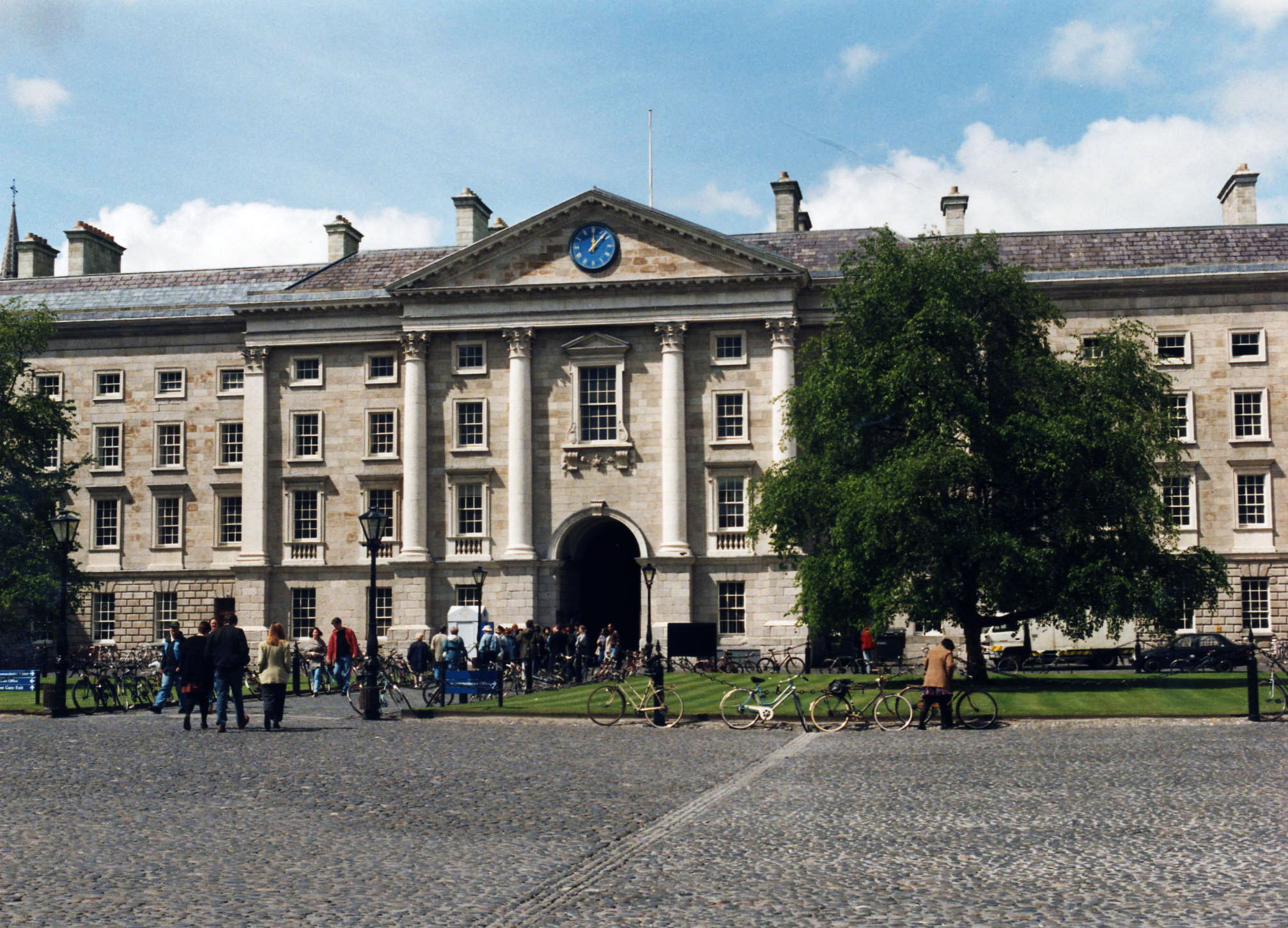
Trinity College, Dublin.

## Yrkeskarriär
Efter sin examen, 1947, började FitzGerald en anställning som planeringsekonom på Aer Lingus, det statliga flygbolaget. Han blev kvar i Aer Lingus till 1959.    
Inom några år blev FitzGerald ekonomisk konsult till Irländska industriförbundet och arbetade fram en överenskommelse mellan förbundet, regeringen och de fackliga organisationerna med syfte att bilda en industriell kommitté, i vilken kan själv kom att medverka som aktiv medlem. Mellan 1961 och 1965 initierade kommittén en moderniseringsplan för landets industri som en förberedelse inför ett medlemskap i EU.    
1963 till 1969 medverkade FitzGerald som konsult i finansdepartementets ekonomiska långtidsplanering, vilket senare blev ämnet för hans doktorsavhandling i nationalekonomi.    
1961 grundade FitzGerald ett irländskt ekonomiskt konsultföretag EIU, för kunder både i privat- och offentlig sektor. Han var verksam i företaget till början av 1970-talet. I huvudsak kom företaget att arbeta med frågor om EU-medlemskap och verksamhet utomlands. FitzGerald byggde upp ett personligt kontaktnät inom Europeiska kommissionens olika direktorat genom en rad besök i Bryssel. EIU var under flera år ensamt om att erbjuda denna service på Irland.    
1959 blev FitzGerald universitetslärare i ekonomi vid (UCD), Trinity College, Dublin med specialisering på transportekonomi och EU. 1962 organiserade han den första officiella studieresan till Bryssel för lärare och forskare vid universitet både i republiken och från Nordirland.    
Från 1954 blev FitzGerald kolumnist i The Irish Times, med en egen veckokolumn om ekonomi och sociala affärer. Tidvis under 1960- och 70-talen var FitzGerald korrespondent på Irland för BBC, Financial Times och The Economist.

## Den politiska karriärens inledning
Hans matematiska talang och erkänt snabba intellekt gjorde att dåvarande partiledaren för Fianna Fáil, Sean Lemass, erbjöd honom en anställning inom partiet 1960. Men FitzGerald tackade nej och följde i sin faders fotspår och blev medlem av Fine Gael. 
1959 var FitzGerald med om att bilda den irländska avdelningen av Pan-Europarörelsen och blev dess första ordförande till 1965. 
Från 1965 till 1969 var FitzGerald medlem av parlamentets överhus, Seanad Eireann, invald på indirekt mandat från sitt universitet. Han kom i huvudsak att vara verksam med frågor om lagstiftning och annan juridik. Han blev ledare för en grupp unga talangfulla politiker inom partiet som kallades för De unga akademikerna som strävade efter att modernisera Fine Gael som efter en kort regeringsperiod direkt efter självständigheten hade varit i opposition med undantag från två korta regeringar med Labourpartiet 1950-talet, 1948-1951 och 1954-1957.  
FitzGerald och hans meningsfränder ville vitalisera partiet under 1960-talet genom att närma sig de kristdemokratiska partierna i Västeuropa och lyfta fram den katolska socialläran som en källa för social förnyelse av Irland. FitzGerald fick igenom en anslutning av Fine Gael till den kristdemokratiska internationalen CDI. Fianna Fáil kom senare att ansluta sig till de konservativa partiernas sammanslutning i Europa, European Democrat Union (EDU). 
En annan viktig insats var lanseringen av ett program för social förnyelse "Toward a just society" 1965. FitzGerald övertalade partiledaren Liam Cosgrave att acceptera att bli ordförande för den kommitté som utarbetade programmet. I programmet lyfts fram frågor om social rättvisa och behov av en modernisering av Irlands lagstiftning. För att få bort Fine Gaels rykte som ett omodernt parti med bristande intern demokrati utmanade De unga akademikerna  partiets tradition med inflytande för olika organisationer och särintressen som till exempel industri, handel och fackliga organisationer. Invald i parlamentets underhus, Dáil Eireann, 1969, blev han oppositionens talesman om utbildning 1972 och därefter talesman för ekonomiska frågor.
FitzGerald var övertygad om att Irland måste bryta sin isolering. 1949 hade landet lämnat Brittiska samväldet, för att få möjligheter till social och politisk utveckling. Han startade en kampanj för att Irland skulle bli medlem av Europarådet och EU. Irland blev medlem av Europarådet 1970 och han blev som första irländare rådets ordförande 1973-75.  FitzGerald var en av de ledande personerna i ja-kampanjen inför folkomröstningen om landets medlemskap i EU 1973 (82 procent röstade ja i folkomröstningen 1972). Han var också aktiv i de folkomröstningar som sedan följde inför Irlands ratificering av EU:s olika fördrag.

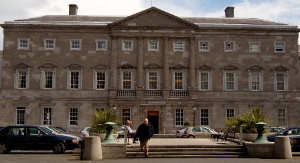
Leinster House säte för parlamentets, Oireachtas, underhus,(Dáil Éireann) & överhus, (Seanad Éireann).

## Utrikesminister
I mars 1973, några veckor efter Irlands anslutning till EU, blev FitzGerald utrikesminister i en ny koalitionsregering mellan Fine Gael och Labourpartiet. Media och politiska experter ansåg att posten som finansminister var vikt för honom, men i stället utsåg premiärministern, Liam Cosgrave, FitzGerald till utrikesminister, samma post som hans fader, Desmond, hade haft i en regering ledd av Liams fader W.T. Cosgrave 40 år tidigare.
Han deltog i Sunningdalekonferensen, december 1973, som införde en gemensam kommitté för Nordirland som för första gången innehöll politiska ledare från både katoliker och protestanter.  Detta försök till maktdelning och fred misslyckades efter fem månader efter en politisk generalstrejk mot avtalet av protestantiska arbetare inom nordirländsk industri. 
FitzGerald gjorde intryck på politiska ledare inom EU när han var ordförande för ministerrådet från januari till juni 1975. Under hans tid som ordförande slutfördes handelsförhandlingar mellan EU och 46 u-länder, Loméavtalet, som han skrev under för EU:s räkning. Han tog de första kontakterna med den revolutionära regeringen i Portugal efter fascistdiktaturens fall. Senare 1976 förhandlade han fram ett avtal med EU-kommissionen som gav Irland en unik rätt att öka sina fiskefångster, medan andra länder tvingades att dra ner på sitt fiske. 
Som utrikesminister gav FitzGerald stöd åt sin premiärministers hårda linje mot IRA och försökte finna vägar för ett närmande mellan republiken och de olika protestantiska grupperna i Nordirland.
Som väntat blev han utnämnd till ny partiledare för Fine Gael när Liam Cosgrave avgick efter Fianna Fáils valseger i juli 1977.

## Partiledare
Under FitzGeralds ledarskap ökade Fine Gaels popularitet. Medlemsantalet fördubblades och partiet fick höga siffror i olika opinionsundersökningar. I valet 1982, fick partiet bara fem mandat mindre än Fianna Fáil (den minsta marginalen någonsin, under en period när Fianna Fáil ofta var nästan dubbelt så stort), genom systemet med indirekta ledamöter i överhuset fick Fine Gael fler mandat än Fianna Fáil i Oireachtas, en prestation som partiet inte har lyckas att uppnå sedan dess. Framgången kan förklaras av en medveten policy att lyfta fram unga politiker som John Bruton (premiärminister 1994-1997), och kommande partiledare som Alan Dukes och Michael Noonan, på ledande poster i partiet. En annan förklaring var missnöje hos väljarna mot FitzGeralds gamla studentkamrat, den kontroversielle Charles Haughey, nu ledare för Fianna Fáil. Kampen om makten mellan Haughey och FitzGerald ( eller mellan Charlie och  Garret som The Irish Times benämnde saken), kom att dominera irländsk politik under 1980-talet.

## FitzGerald I
Som oppositionsledare moderniserade FitzGerald partiets organisation, vilket gav resultat i 1981 års val. Fine Gael fick 22 nya mandat (totalt 65 mandat). Även Labour gjorde ett bra val och ökade till 15 mandat. Koalitionen fick 2 mandat mer än Fianna Fáil, men var tvungen att söka stöd hos några få oberoende ledamöter som var mer fientligt inställda till Charles Haughey än sympatiskt inställda till koalitionen.
När regeringen tillträdde var statens finanser i en djupare kris än väntat. En extra krisbudget las fram strax efter tillträdet. När den andra budgeten presenterades i underhuset januari 1982 fick regeringen avgå när oberoende ledamöter röstade med Fianna Fáil mot förslaget om att höja vissa skatter för att få bukt med ett snabbt växande underskott i statens finanser. 
Fianna Fáil-regeringen som kom till makten efter valet i februari 1982 måste också ha stöd från oberoende ledamöters röster, röster som man förlorade följande november när man lade fram förslag på neddragningar inom den sociala sektorn och höjda skatter.

## FitzGerald II
Efter valet i december 1982 förlorade Fine Gael endast två mandat men bildade en majoritetsregering med Labour. Efter det tredje valet på 18 månader, säkrade han ett regeringsinnehav på fyra och ett halvt år. Under denna period minskade inflationen från 20 % till 3 %.
En hungerstrejk i Nordirland av fängslade IRA-medlemmar som krävde att få status som politiska fångar pågick under hösten och blev avblåst först i oktober efter att 11 personer hade dött.  En månad senare, i november, ingick FitzGerald och den brittiska premiärministern, Margret Thatcher, ett avtal, Anglo-irländska överenskommelsen, om ett institutionaliserat samarbete mellan ländernas regeringar och bildandet av ett gemensamt anglo-iriskt råd angående frågor som rör Nordirland. Avtalet blev hårt kritiserat i republiken eftersom det innebar att Irland i praktiken accepterade öns politiska delning mot att regeringen i Dublin fick medinflytande i frågor om Nordirlands framtid och säkerhet. I avtalet skrevs in att en återförening med republiken endast skulle kunna ske om ett sådant förslag vann majoritet både bland katoliker och protestanter. 
Inom EU, säkrade han ett fortsatt understöd för irländsk mjölkproduktion, en viktig produkt inom landets jordbruk, och under EU:s rådsmöte i Dublin 1984, förhandlade han fram ett avtal om EU-medlemskap för Spanien och Portugal genom att lösa tvisten mellan Frankrike och Italien om principer för statsstöd till vinodling.
Efter valnederlaget 1987 avgick FitzGerald som partiledare men stannande kvar i parlamentet till 1992.
Den konstitutionella reform som FitzGerald föreslog 1972 för att skapa ett mer religiöst pluralistiskt och ett mer modernt Irland fick en motgång 1986 när ett förslag om att legalisera skilsmässa röstades ner (en andra omröstning 1995 röstade, med liten marginal, för att tillåta skilsmässa). FitzGeralds tid som premiärminister var under en period med små majoriteter för hans regeringar, instabilitet i irländsk politik, och i en period när landet gick igenom en ekonomisk depression. Hans andra regering gjorde många insatser för att skapa stabila statsfinanser genom flera impopulära åtgärder som skattehöjningar och indragningar i olika sociala trygghetssystem.

## Efter regeringsåren
FitzGerald var ordförande för Europeiska Institutet i Dublin från 1990, politisk krönikör i The Irish Times från 1993 och rektor för National University of Ireland från 1997. Han återvände till offentligheten genom sin aktiva medverkan i kampanjerna inför landets folkomröstningar 2002 om Nicefördraget och 2008 om Lissabonfördraget.
FitzGerald var ledamot av Europaparlamentet 1994–1995 och var verksam i dess kommitté för ekonomisk utveckling och för relationer med utvecklingsländer utanför Europa.
Från 1987 undervisade FitzGerald flitigt utomlands. 1989 och 1994 arbetade han som konsult i Zimbabwe med frågor som rör EU:s öppna marknad och andra EU-frågor. Han vart även, på uppdrag av det EU/TACIS-finansierade European Expertise Service, aktiv i ett program för att modernisera den ekonomiska politiken i Ryssland 1993–1994. Mellan 1993 och 1995 var han aktiv i tre FN-program till Kazakstan, Kirgizistan och Uzbekistan inför dessa länders medlemskap i världshandelsorganisationen (WTO). 1998 var han konsult åt regeringen i Zambia och huvudansvarig för ett projekt med syfte att modernisera landets statsförvaltning.
1991 publicerade FitzGerald sin självbiografi All in a Life och 2002 boken Reflections on the Irish State.
FitzGerald var medlem av The Irish Council of State och medlem av The International Affairs Committee av The Royal Irish Academy. Han var också ordförande för organisationen: Age Action Ireland och styrelseordförande för DCI, ett privatföretag som är verksamt inom ekonomisk rådgivning och marknadsföring, och rådgivare till Integrity Interactive, ett amerikanskt företag som sysslar med juridisk och etisk rådgivning till storföretag i Europa och Nordamerika. 
Han var aktiv som föreläsare utomlands vid en rad universitet bland annat i USA, Storbritannien, Frankrike och Ryssland. 1995 blev han utnämnd till kommendör av Franska Hederslegionen och 2002 blev han hedersdoktor i juridik vid University of Ulster, Belfast, Nordirland.
FitzGerald avled den 19 maj 2011, efter en kort tids sjukdom.